# Dwight Bentley
Dwight Bentley, detto Bill (Miami, 16 maggio 1989), è un ex giocatore di football americano statunitense che ha giocato nel ruolo di cornerback nella National Football League (NFL). Fu scelto nel corso del terzo giro (85º assoluto) del Draft NFL 2012 dai Detroit Lions. Al college ha giocato a football a Louisiana-Lafayette.

## Carriera professionistica

### Detroit Lions
Il 27 aprile 2012, Bentley fu scelto nel corso del terzo giro del Draft 2012 dai Detroit Lions. Debuttò come professionista partendo come titolare nella settimana 1 contro i St. Louis Rams mettendo a segno due tackle. Nella sua prima stagione disputò 4 partite, tre come titolare, mettendo a segno 15 tackle.

## Statistiche
| Partite totali      | 20 |
| Partite da titolare | 8  |
| Tackle totali       | 45 |
| Sack                | 0  |
| Intercetti          | 0  |

Statistiche aggiornate alla stagione 2016